# Орино
Орино (італ. Orino) — муніципалітет в Італії, у регіоні Ломбардія, провінція Варезе.
Орино розташоване на відстані близько 540 км на північний захід від Рима, 60 км на північний захід від Мілана, 12 км на північний захід від Варезе.
Населення — 863 особи (2014).

## Демографія
Населення за роками:

Станом на 1 січня 2023 року в муніципалітеті офіційно проживало 77 іноземців з 27 країн, серед них 41 громадянин країн Євросоюзу та 2 громадяни України.

## Сусідні муніципалітети
- Ацціо
- Коккуїо-Тревізаго
- Кувіо